# Simulation réseau
 (décembre 2024).
La simulation des réseaux est une technique par laquelle un logiciel (simulateur) modélise le comportement d'un réseau, soit par le calcul de l'interaction entre les entités du réseau en utilisant des formules mathématiques, soit en capturant et reproduisant des observations à partir d'un réseau réel.